# World Series of Poker 2013
De World Series of Poker 2013 vormden de 44e jaarlijkse World Series of Poker (WSOP). In het kader hiervan werd er van 29 mei tot en met 15 juli 2013 in 62 toernooien gespeeld om de titels. Deze vonden allemaal plaats in het Rio All-Suite Hotel & Casino in Las Vegas. Het hoofdtoernooi was het $10.000 No Limit Hold'em Main Event, waarvan de winnaar zich een jaar lang de officieuze wereldkampioen poker mocht noemen. De finale van dit toernooi werd gespeeld op 4 en 5 november. 
Het $111.111 One Drop High Rollers No Limit Hold'em-toernooi en het $1.111 The Little One for One Drop No Limit Hold'em-toernooi waren speciale events, waarbij een deel van de opbrengst naar de One Drop Foundation van Guy Laliberté ging. 

## Toernooien
| #  | Event                                               | Deelnemers | Winnaar                     | Prijs      | Tweede              |
| -- | --------------------------------------------------- | ---------- | --------------------------- | ---------- | ------------------- |
| 1  | $500 Casino Employees No Limit Hold'em              | 898        | Chad Holloway               | $84.915    | Allan Kwong         |
| 2  | $5.000 No Limit Hold'em Eight Handed                | 481        | Trevor Pope                 | $553.906   | David Vamplew       |
| 3  | $1.000 No Limit Hold'em Re-entry                    | 3.164      | Charles Sylvestre           | $491.360   | Seth Berger         |
| 4  | $1.500 No Limit Hold'em Six Handed                  | 1.069      | John Beauprez               | $324.764   | Manig Loeser        |
| 5  | $2.500 Omaha/Seven Card Stud Hi-Low 8-or Better     | 374        | Mike Gorodinsky             | $216.988   | Kristopher Tong     |
| 6  | $1.500 Millionaire Maker No Limit Hold'em           | 6.343      | Benny Chen                  | $1.199.104 | Michael Bennington  |
| 7  | $1.000 No Limit Hold'em                             | 1.837      | Matt Waxman                 | $305.952   | Eric Baldwin        |
| 8  | $2.500 Eight-Game Mix                               | 388        | Michael Malm                | $225.104   | Steven Wolansky     |
| 9  | $3.000 No Limit Hold'em Shootout                    | 477        | Cliff Josephy               | $299.486   | Evan Silverstein    |
| 10 | $1.500 Limit Hold'em                                | 645        | Brent Wheeler               | $191.605   | Mark Mierkalns      |
| 11 | $2.500 No Limit Hold'em Six Handed                  | 924        | Levi Berger                 | $473.019   | Scott Clements      |
| 12 | $1.500 Pot Limit Hold'em                            | 535        | Lev Rofman                  | $166.136   | Allen Cunningham    |
| 13 | $5.000 Seven Card Stud Hi-Low Split-8 or Better     | 210        | Mike Matusow                | $266.503   | Matthew Ashton      |
| 14 | $1.500 No Limit Hold'em                             | 1.819      | Jonathan Taylor             | $454.424   | Blake Bohn          |
| 15 | $1.500 H.O.R.S.E.                                   | 862        | Tom Schneider               | $258.960   | Owais Ahmed         |
| 16 | $10.000 Heads Up No Limit Hold'em                   | 162        | Mark Radoja                 | $331.190   | Don Nguyen          |
| 17 | $1.500 No Limit Hold'em                             | 2.105      | Athanasios Polychronopoulos | $518.755   | Manuel Mutke        |
| 18 | $1.000 No Limit Hold'em                             | 2.071      | Taylor Paur                 | $340.260   | Roy Weiss           |
| 19 | $5.000 Pot Limit Hold'em                            | 195        | Davidi Kitai                | $224.560   | Cary Katz           |
| 20 | $1.500 Omaha Hi-Low Split-8 or Better               | 1.014      | Calen McNeil                | $277.274   | Can Kim Hua         |
| 21 | $3.000 No Limit Hold'em Six Handed                  | 807        | Martin Finger               | $506.764   | Matt Stout          |
| 22 | $1.500 Pot Limit Omaha                              | 1.022      | Joshua Pollack              | $279.431   | Noah Shwartz        |
| 23 | $2.500 Seven Card Stud                              | 246        | David Chiu                  | $145.520   | Scott Seiver        |
| 24 | $1.500 No Limit Hold'em                             | 1.731      | Corey Harrison              | $432.411   | Daniel Cascado      |
| 25 | $5.000 Omaha Hi-Low Split-8 or Better               | 241        | Danny Fuhs                  | $277.519   | Christopher George  |
| 26 | $1.000 Seniors No Limit Hold'em Championship        | 4.407      | Kenneth Lind                | $634.809   | Dana Ott            |
| 27 | $3.000 Mixed Max No Limit Hold'em                   | 593        | Isaac Hagerling             | $372.387   | Max Steinberg       |
| 28 | $1.500 No Limit Hold'em                             | 2.115      | Jason Duval                 | $521.202   | Majid Yahyaei       |
| 29 | $5.000 H.O.R.S.E.                                   | 261        | Tom Schneider               | $318.955   | Benjamin Scholl     |
| 30 | $1.000 No Limit Hold'em                             | 2.108      | Chris Dombrowski            | $346.332   | Mathew Moore        |
| 31 | $1.500 Pot Limit Omaha Hi-Low Split-8 or Better     | 936        | Jarred Graham               | $255.942   | Marco Johnson       |
| 32 | $5.000 No Limit Hold'em Six Handed                  | 516        | Erick Lindgren              | $606.317   | Lee Markholt        |
| 33 | $2.500 Seven Card Razz                              | 301        | Bryan Campanello            | $178.052   | David Bach          |
| 34 | $1.000 Turbo No Limit Hold'em                       | 1.629      | Michael Gathy               | $278.613   | Benjamin Reason     |
| 35 | $3.000 Pot Limit Omaha                              | 640        | Jeff Madsen                 | $384.420   | Douglas Corning     |
| 36 | $1.500 No Limit Hold'em Shootout                    | 1.194      | Simeon Naydenov             | $326.440   | Jake Schwartz       |
| 37 | $5.000 Limit Hold'em                                | 170        | Michael Moore               | $211.743   | Gabriel Nassif      |
| 38 | $2.500 No Limit Hold'em Four Handed                 | 566        | Justin Oliver               | $309.071   | Nick Schwarmann     |
| 39 | $1.500 Seven Card Stud Hi-Low-8 or Better           | 558        | Daniel Idema                | $184.590   | Joseph Hertzog      |
| 40 | $1.500 No Limit Hold'em                             | 2.161      | Jared Hamby                 | $525.272   | Peter Hengsakul     |
| 41 | $5.000 Pot Limit Omaha Six Handed                   | 400        | Steve Gross                 | $488.817   | Salman Behbehani    |
| 42 | $1.000 No Limit Hold'em                             | 2.100      | Norbert Szecsi              | $345.037   | Denis Gnidash       |
| 43 | $10.000 2-7 Draw Lowball                            | 87         | Jesse Martin                | $253.524   | David 'Bakes' Baker |
| 44 | $3.000 No Limit Hold'em                             | 1.072      | Sandeep Pulusani            | $592.684   | Niall Farrell       |
| 45 | $1.500 Ante Only No Limit Hold'em                   | 678        | Ben Volpe                   | $201.399   | Paul Lieu           |
| 46 | $3.000 Pot Limit Omaha Hi-Low Split-8 or Better     | 435        | Vladimir Shchemelev         | $279.094   | Mel Judah           |
| 47 | $111.111 One Drop High Rollers No Limit Hold'em     | 166        | Anthony Gregg               | $4.830.619 | Chris Klodnicki     |
| 48 | $2.500 Limit Hold'em Six Handed                     | 343        | Marco Johnson               | $206.796   | Jeff Thompson       |
| 49 | $1.500 No Limit Hold'em                             | 2.247      | Barny Boatman               | $546.080   | Brian O'Donoghue    |
| 50 | $2.500 10-Game Mix Six Handed                       | 372        | Brandon Wong                | $220.061   | Sebastian Saffari   |
| 51 | $10.000 Ladies No Limit Hold'em Championship        | 954        | Kristen Bicknell            | $173.922   | Leanne Haas         |
| 52 | $25.000 No Limit Hold'em Six Handed                 | 175        | Steve Sung                  | $1.205.324 | Phil Galfond        |
| 53 | $1.500 No Limit Hold'em                             | 2.816      | Brett Shaffer               | $665.397   | David Vamplew       |
| 54 | $1.000 No Limit Hold'em                             | 2.883      | Dana Castaneda              | $454.382   | Jason Bigelow       |
| 55 | $50.000 The Poker Players Championship              | 132        | Matthew Ashton              | $1.774.089 | Don Nguyen          |
| 56 | $2.500 No Limit Hold'em                             | 1.736      | Nikolaus Teichert           | $730.756   | Vincent Maglio      |
| 57 | $5.000 No Limit Hold'em                             | 784        | Matt Perrins                | $792.275   | Arthur Pro          |
| 58 | $1.111 The Little One for One Drop No Limit Hold'em | 4.756      | Brian Yoon                  | $663.727   | Cuong Van Nguyen    |
| 59 | $2.500 2-7 Triple Draw Lowball                      | 282        | Eli Elezra                  | $173.236   | Daniel Negreanu     |
| 60 | $1.500 No Limit Hold'em                             | 2.541      | Loni Harwood                | $609.017   | Yongshuo Zheng      |
| 61 | $10.000 Pot Limit Omaha                             | 386        | Daniel Alaei                | $852.692   | Jared Bleznick      |
| 62 | $10.000 No Limit Hold'em Main Event                 | 6.352      | Ryan Riess                  | $8.359.531 | Jay Farber          |

## Main Event
Het Main Event bracht in 2013 6.352 pokerspelers op de been die zorgden voor een totale prijzenpool van $59.714.169. Carlos Mortensen, de winnaar van het Main Event in 2001 strandde dit jaar op een 10de plaats. Uiteindelijk wist Ryan Riess het toernooi te winnen door de heads-up te winnen van Jay Farber.

### November Nine
| Naam                | Aantal chips | Bracelets | Uitbetalingen* | Verdiensten* | Uiteindelijke klassering | Prijzengeld Main Event 2013 |
| ------------------- | ------------ | --------- | -------------- | ------------ | ------------------------ | --------------------------- |
| J.C. Tran           | 38.000.000   | 2         | 40             | $1.843.946   | 5e                       | $2.106.893                  |
| Amir Lehavot        | 29.700.000   | 1         | 12             | $818.414     | 3e                       | $3.727.823                  |
| Marc McLaughlin     | 26.525.000   | 0         | 6              | $639.168     | 6e                       | $1.601.024                  |
| Jay Farber          | 25.975.000   | 0         | 0              | 0            | 2e                       | $5.174.357                  |
| Ryan Riess          | 25.875.000   | 0         | 3              | $30.569      | 1e                       | $8.361.570                  |
| Sylvain Loosli      | 19.600.000   | 0         | 0              | 0            | 4e                       | $2.792.533                  |
| Michiel Brummelhuis | 11.275.000   | 0         | 7              | $174.170     | 7e                       | $1.225.356                  |
| Mark Newhouse       | 7.350.000    | 0         | 6              | $152.725     | 9e                       | $733.224                    |
| David Benefield     | 6.375.000    | 0         | 12             | $455.713     | 8e                       | $944.650                    |

*Verdiensten tijdens alle World Series of Poker-evenementen tot aan de start van het Main Event 2013.

## WSOP Player of the Year
De WSOP reikt sinds 2004 een WSOP Player of the Year-award uit aan de speler die tijdens de betreffende jaargang de meeste punten scoort. Hiervoor tellen alleen toernooien mee waaraan iedereen mee kan doen, de spelen die alleen toegankelijk zijn voor vrouwen, senioren en casino-medewerkers niet. In 2006 en 2007 werd de uitkomst van het Main Event en het $50.000 H.O.R.S.E.-toernooi ook niet meegeteld. In 2008 telde het laatstgenoemde toernooi wel mee, het Main Event niet. Sinds 2009 tellen alle vrij toegankelijke toernooien mee, inclusief het Main Event.
Van 2004 tot en met 2010 telden alleen toernooien van de originele World Series of Poker in de Verenigde Staten mee voor het Player of the Year-klassement. Vanaf 2011 worden ook de resultaten van de World Series of Poker Europe en vanaf 2013 ook die van de World Series of Poker Asia Pacific meegerekend. Organisator Bluff Magazine paste in 2011 het scoresysteem aan en sindsdien beïnvloeden ook de inschrijfgelden en grootte van de deelnemersvelden het aantal punten dat spelers per evenement kunnen halen.
WSOP Player of the Year 2013 werd Daniel Negreanu, die zich dat jaar tien keer naar een geldprijs speelde, waarbij hij twee keer een toernooi won en hij in twee andere ook de finaletafel bereikte. Negreanu werd daarmee de eerste speler die de Player of the Year-award voor de tweede keer won, nadat hij dat ook deed tijdens de World Series of Poker 2004.